# Schweringen
Schweringen là một đô thị ở huyện huyện Nienburg, trong bang Niedersachsen, nước Đức. Đô thị Schweringen có diện tích 20 km².